# Al-Ghazali
Al-Ghazali, właściwie Abu Hamid Muhammad ibn Muhammad at-Tusi-asz-Szafi (ur. ok. 1058 w Tus, zm. 1111 tamże) – filozof muzułmański, teolog, mistyk suficki.

## Życiorys
Al-Ghazali urodził się około roku 1058, w Tus, w Persji. Jego rodzice umarli wcześnie.
Al-Ghazali studiował w Tus, Gurganie i Niszapurze. Otrzymał nauki u filozofa Al-Dżuwajniego. Napisał traktaty, na tematy związane z filozofią i prawem. W 1085 roku (po śmierci Al-Dżuwajniego) wezyr Nizam al-Mulk zaprosił go do Bagdadu. Tu kształcił się we własnym zakresie. Napisał również dwa dzieła: Cele filozofów, Sprzeczności filozofów i Eliksir rozkoszy. Za najważniejsze jego dzieło uważa się jednak 40-tomowy traktat Ożywienie nauk religijnych (Ihja ulum ad-din).
W 1091 roku Nizam al-Mulk mianował go profesorem i kierownikiem naukowym akademii religijno-prawnej Nizamijja w Bagdadzie. Działalność al-Ghazalego w tej szkole była bardzo ceniona.
W 1095 roku Al-Ghazali porzucił swe stanowisko oraz majątek. Został wędrownym sufim. Przez dziesięć lat samotnie odbywał pielgrzymki i medytował. Później został przekonany przez syna wezyra Nizama al-Mulka do powrotu do Bagdadu, by zwalczać wykładami tamtejszych arystotelików, opuścił ją jednak wkrótce by zostać pustelnikiem w rodzinnej miejscowości Tus. Spędził tam koniec swojego życia, zakładając klasztor, w którym nauczano sufizmu. Umarł w roku 1111.

## Poglądy filozoficzne
Al-Ghazali Już w młodości zetknął się z sufizmem, któremu pozostał wierny do końca życia. Z sufickiej mistyki i ascezy przejął silną niechęć do reprezentowanego przez arystotelizm racjonalizmu logicznego i braku zaufania do wiary i prawd objawionych. Jednocześnie w swojej krytyce filozofii i logiki nie stronił od metod logicznych i filozoficznych, w czym przypomina filozofię mistyczną Bernarda z Clairvaux i jego spór z Abelardem i dialektyką. Świadczą o tym już same tytuły najbardziej znanych czterech spośród wielu jego dzieł: Al-Munkidh min ad-dalal [Wybawiciel z błędu], Ihya ulum ad-din [Ożywienie nauk religijnych], Makasid al-Falasifa [Cele filozofów] i Tahafut al-falasifa [Sprzeczności filozofów], znane też pod łacińskim tytułem Destructio philosophorum.
Neoplatonizm zapewnił Al-Ghazalemu aparat umożliwiający potwierdzenie racjonalności jego wiary – potwierdzenie to nie miało jednak mieć charakteru czysto rozumowego, ale miało być oparte na przekazanym przez Boga doświadczeniu wewnętrznym. W przygotowaniu umysłu do przyjęcia tego doświadczenia miały pomóc promowane tak przez Plotyna, jak i przez muzułmańskich derwiszów praktyki ascetyczne. Praktyki te miały doprowadzić umysł do uświadomienia sobie własnej małości, co miało umożliwić pokorne i pełne otwarcie się człowieka na boże oświecenie. Tak filozofowie, jak i ortodoksyjni, racjonalistyczni teolodzy krytykowani przez Al-Ghazalego w Sprzecznościach filozofów posługują się tylko omylnym, a więc stale wiodącym do sprzeczności rozumem – jedyną drogą, która może doprowadzić do pewnego poznania jest więc dla niego wyłącznie nie posługujące się nim doznanie mistyczne. Te poglądy doprowadziły Al-Ghazalego do ostrego konfliktu z empirycznym arystotelizmem, modnym wśród uczonych arabskich jego czasów. Al-Ghazali uznawał interpretację Koranu za pomocą pojęć greckiej filozofii za odwodzące od wiary, która w całości zawarta jest w samym Koranie. Ostatecznie zrozumieć Koran może człowiek dopiero po śmierci, przed obliczem Boga. Z tego powodu współcześni świeccy intelektualiści muzułmańscy oskarżają go o zatrzymanie rozwoju myśli w świecie islamu, jakie nastąpiło od XIII w.
Duże znaczenie dla filozofii Al-Ghazalego ma jego koncepcja przyczynowości, na której próbuje on zbudować obronę muzułmańskiej ortodoksji przed filozofią arystotelesowską. Pierwszą i jedyną przyczyną wszystkiego, co istnieje, jedynym bytem koniecznym, jest według niego Bóg. Wszystko co istnieje objęte jest uniwersalnym prawem przyczynowości, wszystko zdarza się wyłącznie na mocy Jego utajonego zamysłu i woli. Wynika stąd wniosek, że człowiek nie realizuje własnej woli, ale w istocie wyłącznie zamysł i wolę Boga. Ponadto skoro człowiek nie zna myśli Boga, nie ma on też możliwości poznania skutków i przyczyn rzeczy, od których wyłącznie są one zależne – dlatego też właśnie wszystkie wysiłki poznawcze na drodze rozumu i empirii są próżne, a jedyną możliwością poznania pewnego jest całkowite zdanie się na bożą wolę.

## Dzieła
- Makasid al-Falasifa (Cele filozofów)
- Tahafut al-falasifa (Sprzeczności filozofów)
- Al-Munkidh min ad-dalal (Wybawiciel z błędu) autobiografia;
- Ihya ulum ad-din (Ożywienie nauk religijnych)